# Сражение при Делии
Сражение при Делии (424 год до н. э.) — битва между афинскими и беотийскими войсками во время Пелопоннесской войны.

## Предшествующие события
К 424 году до н. э. стратегическая инициатива во время Пелопоннесской войны перешла к Афинам, которые уже оправились от чумы и поражений первых лет войны и начали теснить спартанцев и их союзников на всех театрах военных действий.
В Беотии возник заговор против олигархии. Заговорщики надеялись совершить демократический переворот в Беотии, прибегнув к помощи афинян. Был составлен план, по которому одни заговорщики должны были передать афинянам Сифы (на южном побережье Беотии), а другие — Херонею. Кроме того, в тот же день афиняне должны были занять Делий (на восточном побережье). Используя эти укреплённые пункты, афиняне и союзные им беотийцы надеялись захватить власть в Беотии.
Афинские стратеги Демосфен и Гиппократ подготовили вторжение в Беотию. При этом Демосфен должен был прибыть в Сифы, а Гиппократ — в Делий. Однако стратеги ошибочно рассчитали день вторжения, и Демосфен высадился слишком рано. План вторжения был сорван, Демосфена встретило всё беотийское ополчение, уже занявшее Сифы и Херонею, и он был вынужден отступить. К тому же заговор был раскрыт неким фокейцем Никомахом, и заговорщики отказались от своих планов.
Между тем Гиппократ, созвав афинское ополчение из граждан, метеков и даже чужеземцев, прибыл в Делий, но уже поздно. Заняв городок, афиняне укрепили местное святилище, оставили в укреплении гарнизон и через пять дней отправились в Аттику.
Беотийское войско спешно собралось в Танагре. При получении известий, что афиняне уже отправились домой и встали лагерем на границе Оропии, встал вопрос — стоит ли атаковать афинян. Почти все из одиннадцати беотархов высказалось против битвы, но беотарх Пагонд убедил беотийцев напасть.
Приблизившись к врагу, Пагонд развернул войско в боевой порядок. Гиппократ, получив известие о приближении неприятеля, сам построил войска к битве.

## Ход битвы
Силы беотийцев были выстроены за холмом, отделяющим оба войска и насчитывали около 7 тыс. гоплитов, более 10 тыс. легковооружённых, 1 тыс. всадников и 500 пелтастов. На правом фланге были выстроены фиванцы и воины из зависимых городов. В центре стояли воины из Галиарта, Коронеи, Коп и окрестных селений. На левом крыле выстроились воины Феспий, Танагры и Орхомена. Фиванцы выстроились в шеренгу в 25 человек, остальные — как пришлось.
Численность афинских гоплитов примерно соответствовала числу беотийцев. Они выстроились в шеренги в 8 человек. Легковооружённые афиняне превосходили числом беотийцев, но большинство из них безоружными следовали за войском, так как основное ополчение уже вернулось домой и в сражении не участвовало. Кроме того, Гиппократ оставил триста всадников у себя в тылу в качестве резерва.
Беотийское войско сошло с холма, афиняне ускоренным маршем выдвинулись им навстречу и сошлись с ними в битве. На левом фланге победу одержали афиняне, сильно потеснившие беотийцев, особенно феспийцев, которые были окружены и изрублены. Некоторые афиняне даже убивали своих, не узнавая в суматохе друг друга. На левом фланге беотийцы были оттеснены к правому крылу. Правое же крыло, где стояли фиванцы, начало теснить афинян. Пагонд, заметив бедственное положение своего войска на левом фланге, отправил туда два отряда конницы. Афиняне, обнаружившие на холме вражескую конницу и решившие, что их атакует другое беотийское войско, поддались панике. На обоих флангах афиняне обратились в бегство — некоторые бежали к морю у Делия, некоторые к Оропу либо к горе Парнету. Беотийская конница, к которым присоединилась подошедшая локрийская кавалерия, преследовала их до темноты.

## Последствия
Афиняне потерпели тяжёлое поражение — пало около тысячи гоплитов вместе со стратегом Гиппократом, и много легковооружённых и обозных воинов. Беотийцы потеряли немногим меньше пятисот гоплитов. Вскоре беотийцы взяли штурмом сам Делий, использовав некое подобие огнемёта из угля, серы и смолы и вынудив гарнизон спасаться бегством от огня.
Афиняне покинули Делий и Ороп, вернувшись морем домой. Не сумев захватить Сифы, отступило и войско Демосфена.
У Делия в рядах афинян сражались Алкивиад и его старший друг Сократ. Когда афиняне уже потерпели поражение и в беспорядке бежали, Алкивиад верхом на коне заметил отступающего с товарищами Сократа, поехал рядом и прикрывал его, хотя беотийцы жестоко теснили афинян.